# Richard Bennett (musicista)
Richard Bennett (Chicago, 22 luglio 1951) è un chitarrista, compositore e produttore discografico statunitense, noto principalmente per i suoi lunghi rapporti di collaborazione con Neil Diamond e con Mark Knopfler.

## Biografia
Fratello del batterista Jon Schwartz, ha lavorato anche con Billy Joel, Barbra Streisand, Rodney Crowell e Vince Gill. In qualità di produttore ha collaborato con Steve Earle, Emmylou Harris e Marty Stuart.

## Discografia
- 2004 – Themes from a Rainy Decade
- 2008 – Code Red Cloud Nine
- 2010 – Valley of the Sun
- 2013 – For the Newly Blue
- 2015 – Contrary Cocktail
- 2018 – Ballads in Otherness